# Municipio de Pawnee (condado de Smith)
El municipio de Pawnee (en inglés: Pawnee Township) es un municipio ubicado en el condado de Smith en el estado estadounidense de Kansas. En el año 2010 tenía una población de 24 habitantes y una densidad poblacional de 0,26 personas por km².

## Geografía
El municipio de Pawnee se encuentra ubicado en las coordenadas 39°57′7″N 98°39′49″O / 39.95194, -98.66361. Según la Oficina del Censo de los Estados Unidos, el municipio tiene una superficie total de 92.64 km², de la cual 92,14 km² corresponden a tierra firme y (0,54 %) 0,5 km² es agua.

## Demografía
Según el censo de 2010, había 24 personas residiendo en el municipio de Pawnee. La densidad de población era de 0,26 hab./km². De los 24 habitantes, el municipio de Pawnee estaba compuesto por el 100 % blancos. Del total de la población el 0 % eran hispanos o latinos de cualquier raza.